# Вишняково (Ногинский район)
Вишняко́во — деревня в Богородском городском округе Московской области. Расположена на юго-западе района близ города Электроугли.
В писцовых книгах Московского уезда 1624 года упоминается как бывшее сельцо, после Смуты ставшее деревней. Название населенного пункта в 17 веке писалось как Вешняково, современное написание с переосмыслением этимологии приобрело в конце 18 века. До 1764 года входила в вотчину московского Спасо-Андроникова монастыря, затем после секуляризации монастырских земель, отошло к коллегии экономии. В 17-20 веках входила в приход храма Богоявления Господня села Бисерова, которое принадлежало к той же вотчине.
В 1931 году в деревне был создан колхоз имени С. М. Кирова, а по соседству возник посёлок Вишняковские дачи, ныне — микрорайон города Электроугли.
До 2006 года Вишняково входило в состав Кудиновского сельсовета. С 1 января 2006 года деревня входит в состав муниципального образования городское поселение Электроугли.
Вишняково связано прямым пассажирским железнодорожным сообщением с Москвой. Ближайшая платформа — 33-й километр, расположенная на магистрали Москва — Нижний Новгород.

## Население
| 1852 | 1859 | 1869 | 1886 | 1890 | 1926  | 2002 |
| ---- | ---- | ---- | ---- | ---- | ----- | ---- |
| 552  | ↗597 | ↗650 | ↗689 | ↘272 | ↗1133 | ↘578 |
| 2006 | 2010 |      |      |      |       |      |
| ↗632 | ↘464 |      |      |      |       |      |

(880 чел. — 1984, 300 чел. — 1972).